# 서거석
서거석(徐巨錫, 1954년 6월 7일~)은 대한민국의 대학교수, 정치인이다. 제19대 전북특별자치도교육감이다.
2006년부터 2014년까지 제15·16대 전북대학교 총장을 역임하였다. 2018년 전북교육감 선거에서는 낙선하였으며, 2022년 전북교육감 선거에서 당선되었다.

## 생애
전라북도 전주시에서 출생하였다. 전주초등학교, 전주신흥중학교, 전주고등학교, 전북대학교 법학과를 각 졸업하였으며, 충남대학교 대학원 법학박사,일본 주오대학 대학원 법학박사 학위를 받았다.
2006년 12월 14일부터 2014년 12월 13일까지 제15·16대 전북대학교 총장으로 재직하였다.
2013년 11월 18일 20:00경 전주시 완산구 C에 있는 ‘D’ 식당에서 전북대학교 E 소속 교수 모임을 하던 중, E-1 소속인 교수 이귀재와 차기 총장 출마 문제로 술에 취하여 시비가 되자 손으로 이귀재의 뺨을 때리고, 이에 이귀재는 머리로 서거석의 얼굴을 들이받은 폭행 사실이 있었다는 것이 2013년 12월 3일 G, H 등 언론에 보도되었다.
2022년 6월 1일 실시된 제8회 전국동시지방선거의 전라북도교육감 선거에 후보자로 등록하여 당선되었다.

## 동료 교수 폭행 관련 허위사실공표 의혹
2013년 전북대학교 총장으로 재임하던 서거석은 2013년 11월 회식 자리에서 동료 이귀재 전북대학교 교수를 폭행하였으나, 2022년 지방선거에 전라북도교육감 후보자로 출마한 뒤 상대 후보자가 2013년 동료 폭행 사실을 제기하자 각종 TV 토론회에서 이를 부인한 혐의를 받았다.
2022년 11월 25일 전주지방검찰청 형사3부는 서거석을 지방교육자치에관한법률위반 죄로 불구속 기소하였다.
2023년 7월 14일 전주지방법원 제11형사부 심리로 사건 공판에서 검사는 서거석에게 벌금 300만원을 구형했다.
2023년 8월 25일 전주지방법원 제11형사부는 증거불충분으로 서거석의 지방교육자치에관한법률위반 무죄를 선고하였다.
재판부는 서거석이 이귀재의 뺨을 때렸다거나 폭행한 사실이 증명되지 않았다고 판단하였다. 이귀재로부터, 이귀재가 서거석에게 폭행당하였다는 말을 들었다는 J, M의 법정진술과 J, M, N, O 등의 전문진술을 기재한 서류는 전문증거로서 증거능력이 없고, 폭행이 사실에 부합하는 듯한 이귀재의 제1, 2회 경찰조사에서의 진술은 신빙성이 없다고 판단했다. 또한 회식에 참석하였던 교수 J, K, L가 법정진술에서 폭행사실을 목격한 사실은 없다고 하였고, 그 밖에 이귀재에 대한 진료기록 등을 비롯한 나머지 증거만으로 유죄를 인정하기 어렵다고 판시하였다.
이후 이귀재의 위증이 밝혀져 이귀재가 기소되고 서거석도 교육감에서 당선무효되었다.

## 역대 선거 결과
|  | 28.95% |

|  | 43.52% |